# Papiermuseum von Pescia
Das Papiermuseum von Pescia (italienisch Museo della Carta di Pescia) befindet sich in der Talsohle des Flusses Pescia, am Fuße des kleinen Dorfes Pietrabuona, etwa drei Kilometer von Pescia entfernt. Es ist das einzige Museum in der Toskana, das die Kunst des handgefertigten Papiers dokumentiert, schützt und weitergibt. Gegründet wurde es im Jahr 1996 von öffentlichen Einrichtungen, Einzelpersonen und Unternehmen. Die Vereinigung Paper Museum Pescia Onlus hat ihren Sitz in der Papierfabrik The Cards, die im Jahr 2003 von der Vereinigung selbst gekauft wurde. Im Jahr 2021 wurde das Museum von der Region Toskana als Museum von regionaler Bedeutung anerkannt und in das nationale Museumssystem aufgenommen.

## Beschreibung
Das Museum besitzt etwa 7.000 Stücke, darunter Formulare aus Papier mit Wasserzeichen, Wachs mit Wasserzeichen, Stempel, Bleche und Briefmarken. Des Weiteren 600 laufende Meter an Dokumenten über antike Papierfabriken aus Magnani in Pescia, die das Historische Archiv Magnani bilden.
Es ist Teil von La Via della Carta in Toscana, einem Projekt für ein umfassendes System der industriellen Papierarchäologie in den Provinzen Lucca und Pistoia, das in Zusammenarbeit mit dem Lucca Paper District durchgeführt wird.

## Museumsroute
Die erste, zweite und dritte Etage werden derzeit (November 2021) restauriert und nach Abschluss der Arbeiten für die Öffentlichkeit zugänglich gemacht.

### Erdgeschoss

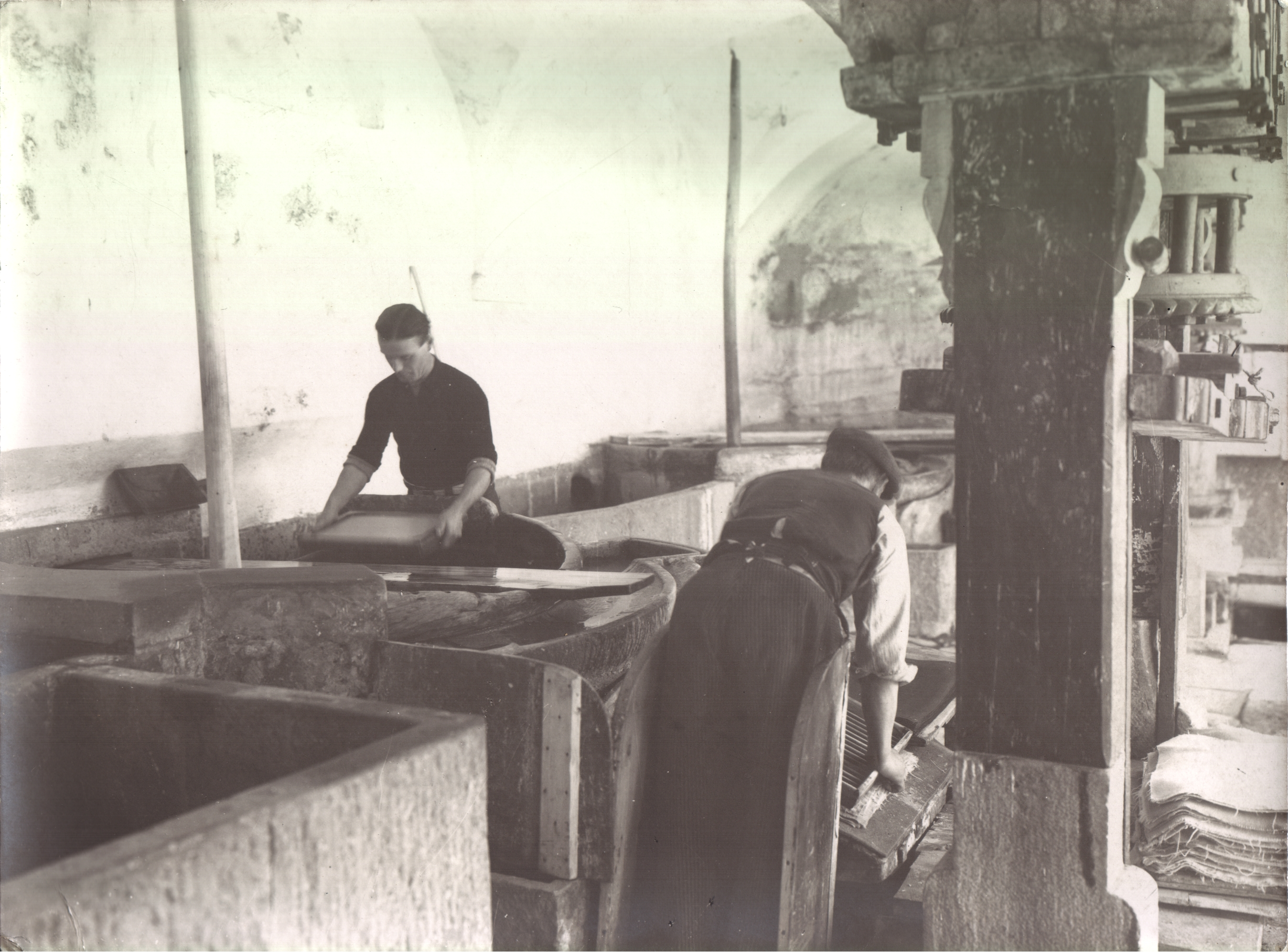
Halle der Fässer. Erste Jahrzehnte des 20. Jahrhunderts

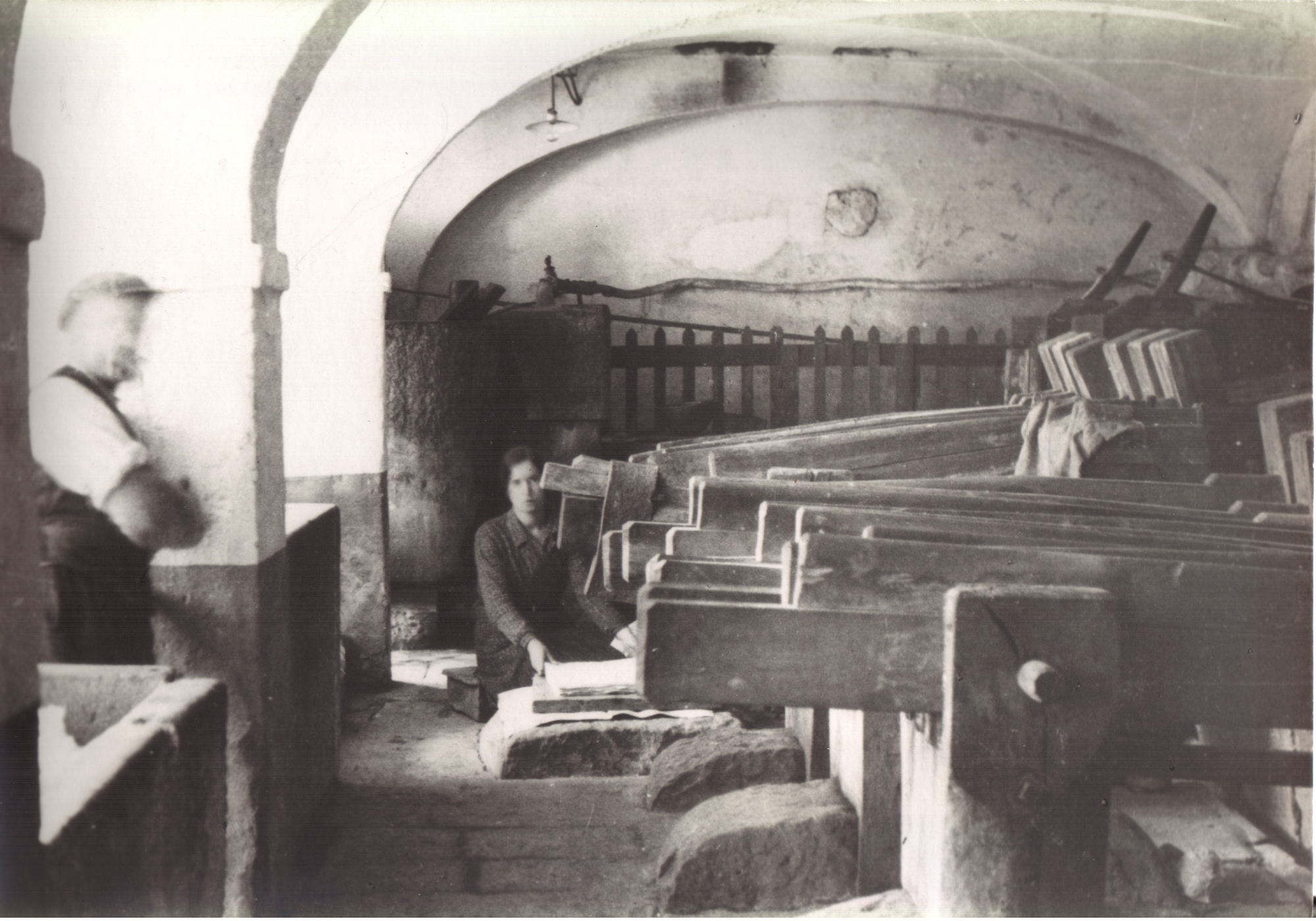
Saal der Pfähle und des Hammers

Im Erdgeschoss befindet sich ein großer Raum mit Kreuzgewölben, in dem sich einst die Verarbeitungsphasen mit hydraulischer Energie befanden. Im ersten Multimediasaal ermöglichen eine Touchscreen-Station und eine dreidimensionale Rekonstruktion des Gebäudes dem Besucher, die gesamte Papierfabrik zu besichtigen; einige Videos zeigen alle Phasen der handwerklichen Papierherstellung: Von der Ankunft der Lumpenballen bis zu den Papierrollen; die Stimme eines Erzählers untermalt die Bilder mit Auszügen aus Carlo Magnanis Buch Ricordanze di un cartaio. Eine zweite Touchscreen-Station ermöglicht es den Besuchern, die Sammlungen des Museums zu entdecken.
Halle der Stapel und Schlegel. Anfang des 20. Jahrhunderts
Der Rundgang wird im restaurierten Saal der Fässer fortgesetzt, wo man die Herstellung von handgeschöpftem Papier durch die Papiermachermeister der Firma Carlo Magnani Pescia beobachten kann. Anschließend geht es weiter zum Sala delle Pile a maglio (Saal der Pfähle und des Hammers); schließlich kann man den Sala delle Filigrane (Saal der Wasserzeichen) des Historischen Archivs Magnani besuchen, wo eine Auswahl von Papierformen mit Wasserzeichen ausgestellt ist.

### Erster Stock
Hier befindet sich die Bottega, der Ort, an dem das Papier ruht und an dem alle Vorbereitungsarbeiten durchgeführt werden: Von der Auswahl über die Herstellung der Riese bis zum Falten der Umschläge.

### Zweite Etage
Dieser Teil des Gebäudes war für die Wohnungen der Arbeiter reserviert, die in der Papierfabrik arbeiteten und wohnten. Nach Wiederherstellung, werden die Räume als besuchbare Lager für die beständigen Sammlungen dienen.

### Dritter Stock
Dieser Teil des Gebäudes, der mit den charakteristischen "großen Fenstern" mit verstellbaren Verschlüssen ausgestattet ist, wird spanditoio genannt; er wurde zum Trocknen der hergestellten Papierbögen verwendet. Das Spanditoio wird einen Konferenzraum, einen Unterrichtsraum und Räume für Wechselausstellungen beherbergen.

## Papierfabrik Le Carte

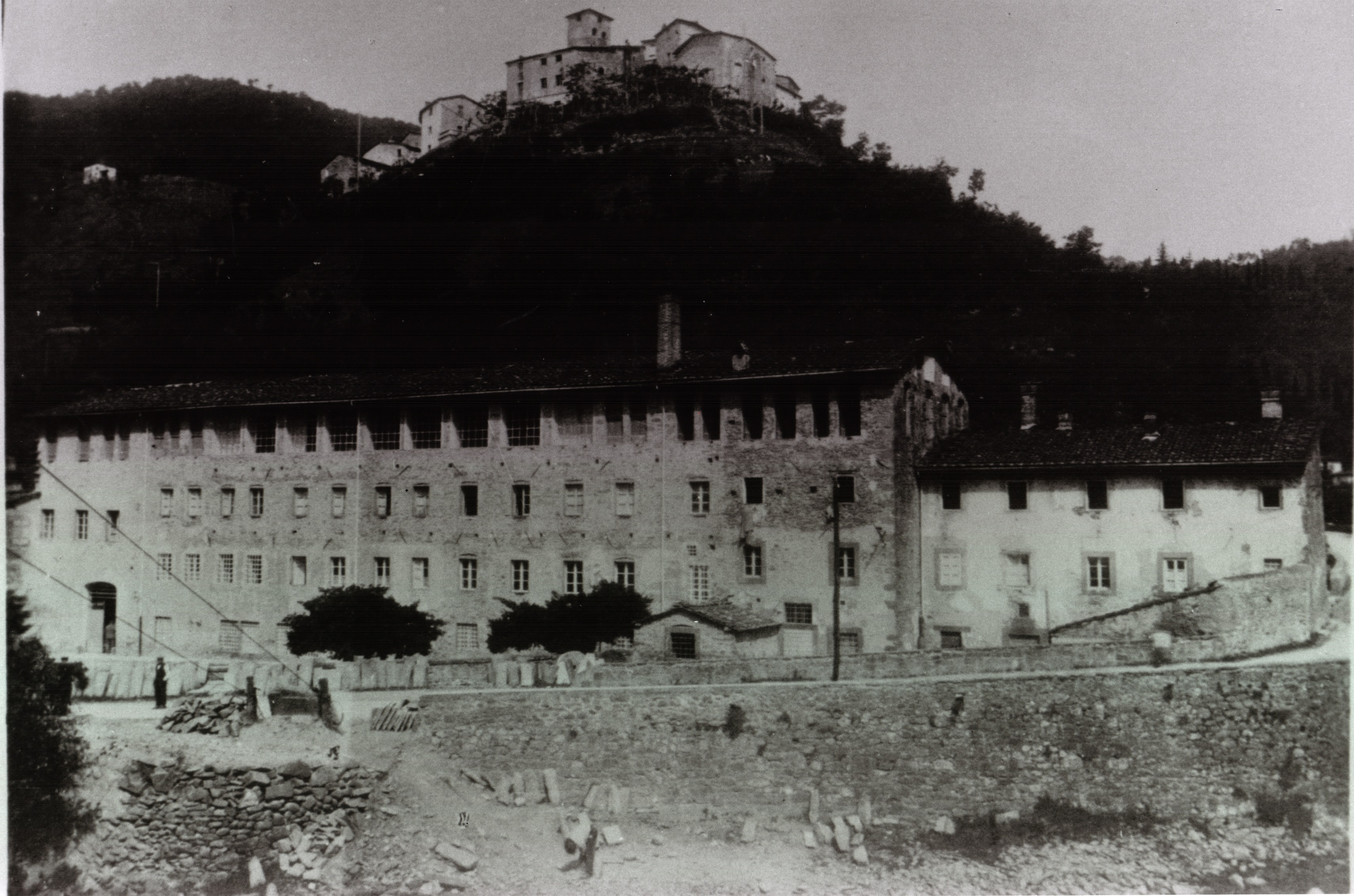
Die Papierfabrik Le Carte im Jahr 1929

Die alte Papierfabrik, Le Carte genannt, ist eines der wichtigsten industriearchäologischen Denkmäler der Region. Es ist repräsentativ für das typische Entwicklungsmodell der genuesisch-toskanischen Papierindustrie im Mittelalter und in der Neuzeit, sowohl hinsichtlich seiner Lage, fast im Zentrum des "Papierviertels" des Wildbaches Pescia, als auch hinsichtlich seines architektonischen Charakters und der antiken Ausstattung, die es noch bewahrt.
Es wurde 1712 erbaut und 1725 von der Familie Ansaldi erweitert, die es dann 1825 an Agostino Calamari verkaufte. Im Jahr 1860 wurde sie von der Familie Magnani gekauft und produzierte bis 1992 handgeschöpftes Papier. Im Jahr 1995 wurde das Gebäude von der Soprintendenza per i Beni Ambientali ed Architettonici unter Denkmalschutz gestellt.

### Wiederherstellung
Nach dem Erwerb des Gebäudes hat die Associazione Museo della Carta di Pescia Onlus (Vereinigung des Papiermuseums von Pescia) ein Projekt zur Renovierung der Räume in Auftrag genommen, um die historischen Aspekte zu erhalten und den Betrieb des Museums zu ermöglichen. Die Arbeit besteht darin, die Papierfabrik in drei Bereiche zu unterteilen:
Der Westflügel, dessen Restaurierung bereits abgeschlossen ist, wird das historische Archiv von Magnani aufbewahren;
Der Mitteltrakt beherbergt das Museum mit allen Maschinen, die bei der Verarbeitung und Herstellung von Papier verwendet werden, sowie die rund 7000 Stücke, die die Sammlungen ausmachen;
Der Ostflügel wird den Museumseingang, die Kasse, den Shop und die Büros beherbergen.

## Historisches Archiv Magnani

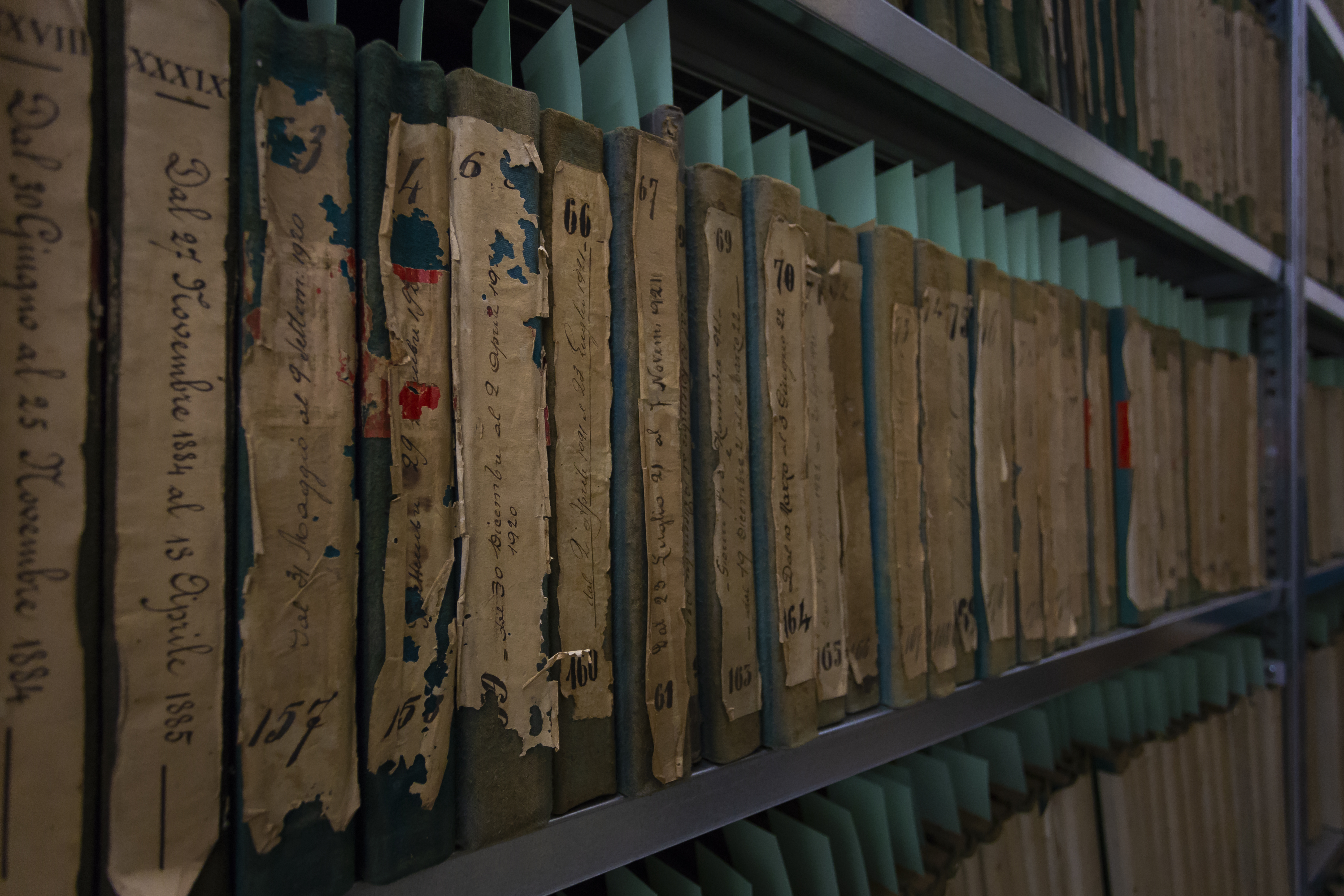
Historisches Archiv Magnani

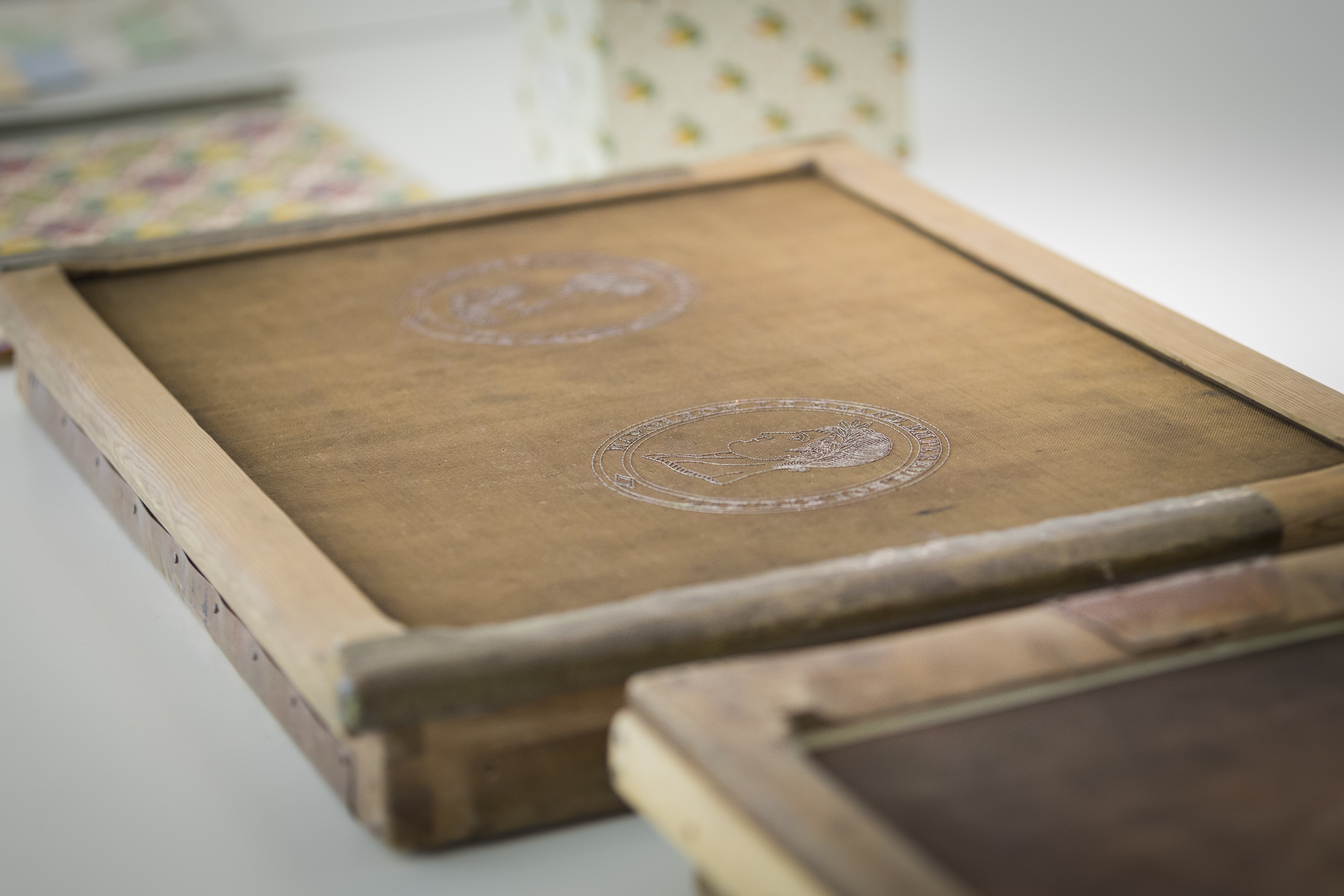
Historisches Archiv Magnani. Wasserzeichen

Das Archiv wurde 2016 im ersten restaurierten Flügel des Gebäudes untergebracht. Es umfasst die historischen Dokumente der Firma Magnani vom 18. bis zu den ersten Jahren des 21. Jahrhunderts, darunter Personalakten, Firmenregister und die Schriften und Nachlässe von Carlo Magnani. Anhand dieser Dokumentation konnten die historische Tätigkeit der Papierfabrik und die unternehmerischen Verbindungen der Firma Magnani mit anderen Branchen in Italien und im Ausland rekonstruiert werden. Das Archiv wird derzeit (2021) sortiert.

## Sozialunternehmen Magnani Pescia S.r.l.
Im Jahr 2018 wurde aus dem Museum das Sozialunternehmen Magnani Pescia srl gegründet, das nach einem generationenübergreifenden Qualifikationstransfer die Herstellung von ausschließlich handgeschöpftem Papier mit Wasserzeichen unter der Marke Enrico Magnani Pescia wieder aufgenommen hat.

## Bibliographie
- Numero monografico sul Museo della Carta di Pescia. Istituto Storico Lucchese - Sezione Pescia - Montecarlo/Valdinievole, Valdinievole. Studi storici, 2014, ISSN 1825-2575.